# Ferenc Hatlaczky
Ferenc Hatlaczky (* 17. Januar 1934 in Vecsés; † 8. September 1986 in Budapest) war ein ungarischer Kanute.

## Erfolge
Ferenc Hatlaczky, der für den Budapesti Építők SC aktiv war, nahm im Einer-Kajak an den Olympischen Spielen 1956 in Melbourne teil. Er ging dabei auf der 10.000-Meter-Strecke an den Start und belegte in dem elf Teilnehmer umfassenden Starterfeld den zweiten Platz. In dem Rennen überquerte er nach 47:53,3 Minuten hinter dem siegreichen Schweden Gert Fredriksson und vor dem Deutschen Michael Scheuer als Zweiter die Ziellinie und erhielt somit die Silbermedaille.
Bereits 1954 sicherte er sich bei den Weltmeisterschaften in Mâcon die Bronzemedaille über 1000 Meter, während er über 10.000 Meter Weltmeister wurde. Mit der 4-mal-500-Meter-Staffel gewann er im Einer-Kajak Silber. 1958 gelang ihm in Prag über 1000 Meter und mit der 4-mal-500-Meter-Staffel jeweils der Gewinn der Silbermedaille. Bei den Europameisterschaften 1959 in Duisburg wurde Hatlaczky schließlich auf der 10.000-Meter-Distanz auch Europameister.